# Om (Fluss)
Die 1091 km lange Om (russisch Омь, fem., deutsch auch mask.) ist ein rechter Nebenfluss des Irtysch im Westsibirischen Tiefland (Russland, Asien).

## Verlauf
Die Om entfließt im Südostteil der Wassjugan-Sümpfe in einer Höhe von 144 m dem kleinen See Omskoje („Om-See“). Der Ursprung liegt im Norden der Oblast Nowosibirsk, deren Territorium sie zunächst in westsüdwestlicher Richtung durchfließt, unweit der Grenze zur Oblast Tomsk, etwa 160 km Luftlinie nordwestlich von Nowosibirsk. Im Mittellauf erreicht der Fluss die Oblast Omsk und fließt in vorwiegend westlicher Richtung durch den Norden der Barabasteppe. Besonders im Mittellauf mäandriert sie stark und mündet schließlich in der nach dem Fluss benannten Millionenstadt Omsk in 69 m in den Irtysch. Am Mittellauf des Flusses liegen die Städte Kuibyschew und Kalatschinsk.
Die wichtigsten Nebenflüsse sind zwei Flüsse namens Itscha (Ича), einmal in den Oberlauf, einmal in den Mittellauf mündend, sowie Kama (Кама) und Tartas (Тартас), alle von rechts.

## Hydrographie
Das Einzugsgebiet der Om umfasst 52.600 km². In Mündungsnähe (Pegel Omsk) beträgt die mittlere Wasserführung 51,16 m³/s (Minimum im März mit 4,94 m³/s, Maximum im Juni mit 156,82 m³/s). Im Unterlauf ist der Fluss bis 120 m breit, 2 m tief, die Fließgeschwindigkeit beträgt 0,3 m/s.
Die Om gefriert von Ende Oktober / Anfang November bis April / Anfang Mai.

## Infrastruktur und Nutzung
Bei hohem Wasserstand ist der Fluss ab Kuibyschew schiffbar, ist jedoch keine offizielle Binnenwasserstraße. Parallel zum Mittel- und Unterlauf des Flusses verläuft die Transsibirische Eisenbahn.